# Puncturella demissa
Puncturella demissa là một loài small keyhole limpet, là động vật thân mềm chân bụng sống ở biển trong họ Fissurellidae.